# Assassinat de Vladlen Tatarski
L'assassinat de Vladlen Tatarski, pseudonyme du correspondant de guerre et blogueur russe Maxime Fomine, a lieu le 2 avril 2023 à Saint-Pétersbourg (Russie), au café Street Bar No. 1 sur le quai de l'Université. Victime d'une explosion, Vladlen Tatarski est le seul à mourir,.
Selon un premier bilan fourni par les autorités russes, 25 personnes sont blessées, 19 hospitalisées et une personne tuée, qui est le blogueur visé,.
La Russie accuse l'Ukraine de l'attaque tandis que l'Ukraine déclare que le terrorisme intérieur de la Russie est à l'origine de l'attentat. L'attentat est revendiqué, le 4 avril 2023, par l'Armée nationale républicaine russe,,,.

## Contexte
En 2022, les violences visant des personnalités importantes en Russie augmentent. Ainsi, lors des morts suspectes d'hommes d'affaires russes, un certain nombre d'hommes d'affaires russes sont assassinés, retrouvés morts dans des circonstances suspectes, ou sous la garde de la police russe.
De plus, l'Ukraine est aussi accusée de soutenir des méthodes terroristes contre certaines figures de Russie impliquées dans la guerre, comme lors du meurtre de Daria Douguina,.
Vladlen Tatarskii est un blogueur militaire russe influent possédant plus de 560 000 abonnés sur Telegram, notamment grâce à ses analyses de la stratégie russe en Ukraine. Avant sa mort, il critique à plusieurs reprises la stratégie de la Russie dans le cadre de l'invasion russe de l'Ukraine mais n'en demeure pas moins un soutien dévoué de l'invasion,.
Le café où l'explosion se produit appartient à Evgueni Prigojine. Le club de discussion Cyber Z Front, qui se décrit sur les réseaux sociaux comme « les soldats de l'information de la Russie », créé le 11 mars 2022 et considéré comme une « usine à trolls » participant à la guerre de propagande, s'y réunissait les fins de semaine.

## Explosion
Selon plusieurs sources, dont les autorités russes, Vladlen Tatarskii se voit offrir une statuette par une femme, cette statuette aurait ensuite suite explosé,,. Il semble qu'une charge explosive de plus de 200 g de TNT se soit trouvée à l'intérieur de la statuette.
L'explosion fait s'effondrer la devanture du café.

## Victimes
Dans la soirée du 2 avril, le nombre de blessés passe à 30. 24 blessés sont transportés depuis le café vers des établissements médicaux de Saint-Pétersbourg. Selon le ministère de la Santé, une personne (Tatarski) est morte. L'état de six blessés est qualifié de grave.

## Suspects
Une habitante de Saint-Pétersbourg, Daria Trepova (née en 1997), est recherchée comme suspecte par la commission d'enquête,. Selon les enquêteurs, elle aurait apporté au café une boîte avec une statuette de Tatarskii, dans laquelle un engin explosif était caché. Elle est censée être une militante anti-guerre en Russie, ayant été arrêtée pour son opposition à l'invasion de l'Ukraine au début de 2022 et ayant envoyé de l'argent à l'Ukraine.
Le lendemain matin, 3 avril 2023, elle est arrêtée, et les autorités russes arrêtent également son compagnon, Dmitry Rylov, membre de l'Armée de libération russe,.
Selon certains médias russes, elle nie avoir eu connaissance de l'attaque lors des interrogatoires et son mari présente la même défense.
La Russie accuse l'Ukraine d'avoir causé l'attaque tandis que l'Ukraine accuse le « terrorisme intérieur » de la Russie.
L'attentat est revendiqué, le 5 avril 2023, par l'Armée nationale républicaine russe.
Le 24 janvier 2024, un tribunal russe condamne Daria Trepova à 27 ans de prison pour l'assassinat de Vladlen Tatarsky.

## Enquête
La Commission d'enquête de la fédération de Russie ouvre une enquête pénale en vertu de l'article 105 du Code pénal de la fédération de Russie (meurtre). Le lendemain, la Commission d'enquête décide de requalifier l'enquête en vertu de l'article 205, qui criminalise les actes de terrorisme.